# 八戸市立豊崎中学校
八戸市立豊崎中学校（はちのへしりつ とよさきちゅうがっこう）は、青森県八戸市大字豊崎町にある公立中学校。

## 沿革
- 1955年（昭和30年）
  - 4月9日 - 豊崎第一中学校と豊崎第二中学校を併合し、豊崎村立豊崎中学校として開校（教室7、特別室2）。
  - 6月15日 - 校章制定。
  - 8月2日 - 校歌制定。
  - 10月20日 - 豊崎村の八戸市への合併により、八戸市立豊崎中学校と改称。
- 1958年（昭和33年）6月1日 - 豊間内地区が八戸市から五戸町へ分離された為、生徒数96名が転出。校具も移譲する。
- 1963年（昭和38年）2月10日 - 制服制定。
- 1965年（昭和40年）9月1日 - 創立10周年記念式典挙行。
- 1969年（昭和44年）10月4日 - 校舎北側に国旗掲揚塔建立。
- 1970年（昭和45年）6月30日 - 学校園造成（池・築山）。
- 1975年（昭和50年）6月30日 - 豊崎地区学校プールが落成し、プール開き挙行。
- 1981年（昭和56年）
  - 3月24日 - 新体育館完成。
  - 6月15日 - 体育館新築記念と創立25周年記念の両式典挙行。
- 1985年（昭和60年）7月6日 - 創立30周年記念式典挙行。
- 2000年（平成12年）4月1日 - 国旗・校旗掲揚塔建立。
- 2004年（平成16年）11月2日 - 創立50周年記念と新校舎落成記念の両式典挙行。
- 2014年（平成26年）11月14日 - 創立60周年記念式典挙行。
- 2024年（令和6年）11月8日 - 創立70周年記念式典挙行[1]。

### この節の出典
- 沿革（年表） (PDF)  - 豊崎中学校ホームページ内

## 生徒数
| 学年 | 1年 | 2年 | 3年 | 特別支援   | 合計 |
| ---- | --- | --- | --- | ---------- | ---- |
| 学級 | 1   | 1   | 1   | 1          | 4    |
| 生徒 | 8   | 1   | 10  | 1 （内数） | 26   |

- 2023年（令和5年）5月1日現在[2]

## 部活動
- バスケットボール部（女子のみ）
- 陸上競技部
- 総合文化部

## 通学区域
出典
- 永福寺
- 上七崎
- 下七崎
- 滝谷
- 池田
- 鷹ノ巣

## アクセス
- 南部バス五戸八戸線で、「豊崎中学校前」停留所下車。
- 八戸自動車道
  - 八戸西SICから、車で約4.4km・約9分。
  - なお、ETC未装着車は、八戸北ICから、約10.9km・約22分。

## 周辺
- 国道454号線
- 浅水川
- 他は、住宅が点在するほか、田畑が広がっている程度。